# Apogonichthyoides gardineri
Apogonichthyoides gardineri és una espècie de peix pertanyent a la família dels apogònids.

## Descripció
- Pot arribar a fer 4,4 cm de llargària màxima.[5]

## Hàbitat
És un peix marí, associat als esculls i de clima tropical.

## Distribució geogràfica
Es troba a l'Índic occidental: les Seychelles, Maurici i Cargados Carajos.

## Observacions
És inofensiu per als humans.